# Горловка (Московская область)
Го́рловка — деревня в Одинцовском районе Московской области России, входит в городское поселение Большие Вязёмы. Население 58 человек на 2006 год, в деревне числится 4 улицы и проезд.
Деревня расположена в западной части района, примерно в 20 км от райцентра, на берегу реки Большие Вязёмы (левой составляющей реки Вязёмка), высота центра над уровнем моря 175 м. Ближайший населённый пункт — деревня Шараповка — в 1 км на юго-запад.
Пустошь Горлово известна с 1680 года, но только в начале XX века князьями Голицыными здесь не был основан небольшой хутор. По Всесоюзной переписи 17 декабря 1926 года — хутор Горлово с 1 двором и 9 жителями. По переписи 1989 года — посёлок Горловка с 27 дворами и 58 жителями.